# Лизарєв Федір Семенович
Федір Семенович Лизарєв (29 грудня 1882, станиця Ханська Кубанської області, тепер Адигея, Російська Федерація — розстріляний 5 листопада 1937, Москва) — радянський партійний і господарський діяч, голова Ставропольського і В'ятського губвиконкомів, ректор Московського інституту інженерів залізничного транспорту, голова правління Донецьких залізниць. Кандидат у члени ЦК КП(б)У в листопаді 1927 — червні 1930 року. Член ВЦВК і ЦВК СРСР.

## Біографія
Народився в родині селянина-бідняка із переселенців. Закінчив шестикласне Майкопське міське училище. У 1900 році закінчив Ашхабадське технічне залізничне училище.
З 1900 року працював старшим робітником на 9-й дільниці Закаспійської залізниці. З 1902 року — дорожній майстер Миколаївської залізниці в Москві.
Член РСДРП(б) з 1904 року.
Брав участь у груднвому збройному повстанні 1905 року в Москві, був заарештований і висланий з міста. Деякий час працював у земельному самоуправлінні Коломенського машинобудівного заводу, потім був робітником дослідницької партії Північно-Донецької залізниці.
Через деякий час повернувся до Москви, працював у трамвайному управлінні. У 1914—1917 роках — у технічному відділі Московського повітового земства.
У травні — серпні 1917 року — член президії Московської повітової ради.
У серпні 1917—1918 роках — голова Бутирського районного управління міста Москви. З жовтня 1917 року — член Бутирського революційного комітету і ради районних дум у Москві.
У 1918—1920 роках — комісар із продовольства Московської губернії. У 1920—1921 роках — комісар із продовольства Донської області. У 1921 році — особливоуповноважений ВЦВК та Ради Праці і Оборони РРФСР із збирання продовольчого податку в Калузькій губернії.
У 1921 році — голова Ставропольського губернського комітету (до 30 березня 1921), голова виконавчого комітету Ставропольської губернської ради.
У 1922 році — комісар Московсько-Казанської залізниці, уповноважений Народного комісаріату шляхів сполучення РРФСР.
У березні 1923 року — квітні 1924 року — голова виконавчого комітету В'ятської губернської ради, голова В'ятської міської ради (зараз місто Кіров).
З 1924 року — голова правління Донецьких залізниць.
У 1930—1931 роках — начальник (ректор) Московського інституту інженерів залізничного транспорту.
У 1931—1933 роках — член колегії Народного комісаріату шляхів сполучення СРСР, голова правління Рязано-Уральської залізниці.
У 1933—1936 роках — ректор Московського інституту інженерів залізничного транспорту.
У 1936—1937 роках — інструктор з транспорту ЦК ВКП(б).
У липні 1937 року — начальник будівництва залізниці Чиб'ю — Усть-Вим Ухтинсько-Печорського виправно-трудового табору НКВС СРСР.
22 липня 1937 року заарештований органами НКВС. Розстріляний 5 листопада 1937 року і похований на Донському кладовищі Москви. Посмертно реабілітований 21 жовтня 1956 року.